# Alpine F1 Team
BWT Alpine F1 Team és una escuderia francesa de Fórmula 1 amb seu al Regne Unit propietat del Grup Renault que farà el seu debut en la temporada 2021. Substituirà a Renault F1 Team per promocionar Alpine, la marca de cotxes esportius del grup Grup Renault.

## Història

### 2021
Durant la seva primera temporada com escuderia al mundial de Fórmula 1 l'any 2021 Alpine alinea a Fernando Alonso i Esteban Ocon.
El Gran Premi d'Hongria l'escuderia va aconseguir la seva primera victòria al campionat de la mà d'Esteban Ocon.

### 2022
En la temporada 2022 l'empresa BWT s'uneix com a principal patrocinador de l'equip.

## Resultats
| Any  | Nom                | Cotxe | Motor                       | Pneumàtics | Combustible | No. | Pilots                       | Punts | WCC |
| ---- | ------------------ | ----- | --------------------------- | ---------- | ----------- | --- | ---------------------------- | ----- | --- |
| 2021 | Alpine F1 Team     | A521  | Renault E-Tech 20B 1.6 V6 t | P          | BP          | N/D | Esteban Ocon Fernando Alonso | 155   | 5è  |
| 2022 | BWT Alpine F1 Team | A5?   | Renault E-Tech 1.6 V6 t     | P          | BP          | N/D | Esteban Ocon Fernando Alonso | 173   | 4t  |